# 阿马加定律
理想气体混合物的总体积为各组分分体积之和，即体积对于理想气体混合物是外延量。由法国物理学家埃米尔·阿马加在1880年提出。
{\displaystyle V_{m}(T,p)=\sum _{i=1}^{K}V_{i}(T,p)\ }
有时也适用于低压下的真实气体混合物。高压下，阿马加定律一般不再适用，需要引入偏摩尔体积的概念。